# Figura Ecce homo w Ścinawce Dolnej
Figura Ecce homo w Ścinawce Dolnej – barokowa figura Ecce homo z 1779 w Ścinawce Dolnej.

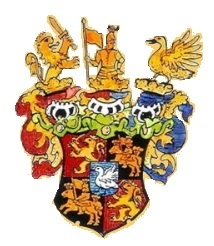
Herb von Hemm

Karol Arnold von Hemm und Hemmenstein w 1780 rozbudował kaplicę pw. św. Sebastiana na Kapellenbergu nad Ścinawką Dolną. Wtedy także przy drodze do kaplicy zasadzono aleję lipową. Pierwotnie na początku alei postawiono figurę Ecce homo, która z biegiem lat stała się najcenniejszym artefaktem po nieistniejącym miejscu kultu. Rzeźba przedstawia Chrystusa z koroną cierniową i związanymi rękoma stojącego na cokole.
Na cokole znajdują się płaskorzeźby i napisy w łacinie:
- od frontu herb von Hemm oraz napisy:
  - Ecce homo,
  - na metalowym medalionie: Carol Arnold liber baro de Hemm et Hemmenstein domin: hæred: in Niederstein Ullersdrof Dürrkunzendorf Schwentz et Hohberg hoc monumentum gratitudinis erexit, pol. Carol Arnold baron na Hemm i Hemmenstein, pan i spadkobierca na  Ścinawce Dolniej, Ołdrzychowicach Kłodzkich, Suszynie, Święcku i Pagórku wzniósł ten pomnik wdzięczności[2]
  - na kamiennej płycie pod różą: Laus sit tibi Domine conservatori vitæ sanitatis in casu (Chwała Tobie, Panie, który strzeżesz życia i zdrowia w czasach niebezpiecznych)[3] z chronostychem – MDCCLVVVVIIIIIIIII (1779)
- na prawym boku medalion z profilem cesarza Tyberiusza, a wokół napis: Tiberius Cæ: S August Fil: Claud: (Tyberiusz cezar August syn Klaudiusza), poniżej scena ukrzyżowania[4][5]
- na lewym boku medalion z profilem cesarza Oktawiana Augusta, a wokół napis: Dius Augustus Octavius Ca: S[6], poniżej scena Bożego Narodzenia[7]
- z tyłu: przedstawienie św. Anny podpisane Sancta Anna[8]

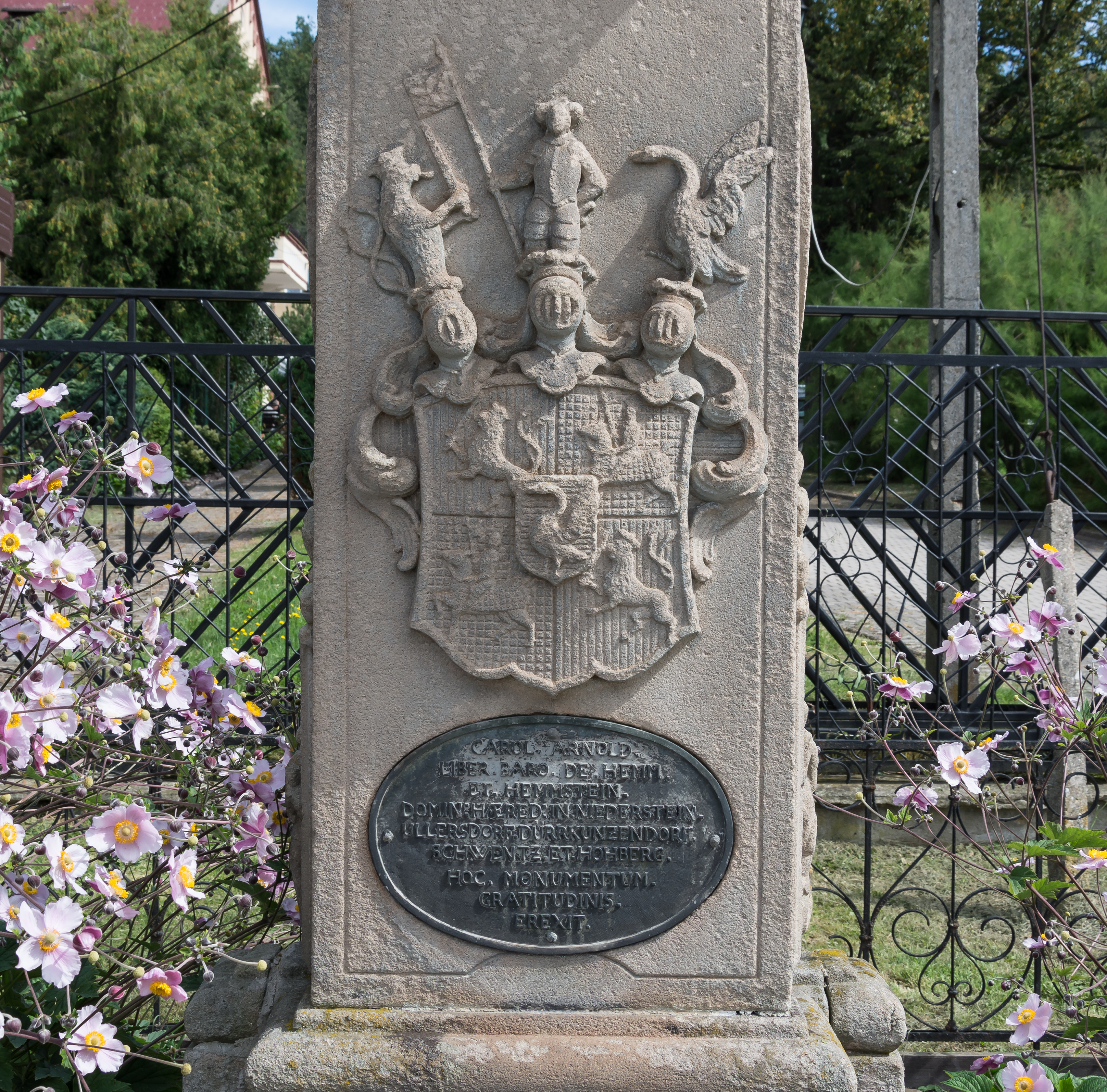
Herb Hemm i medalion
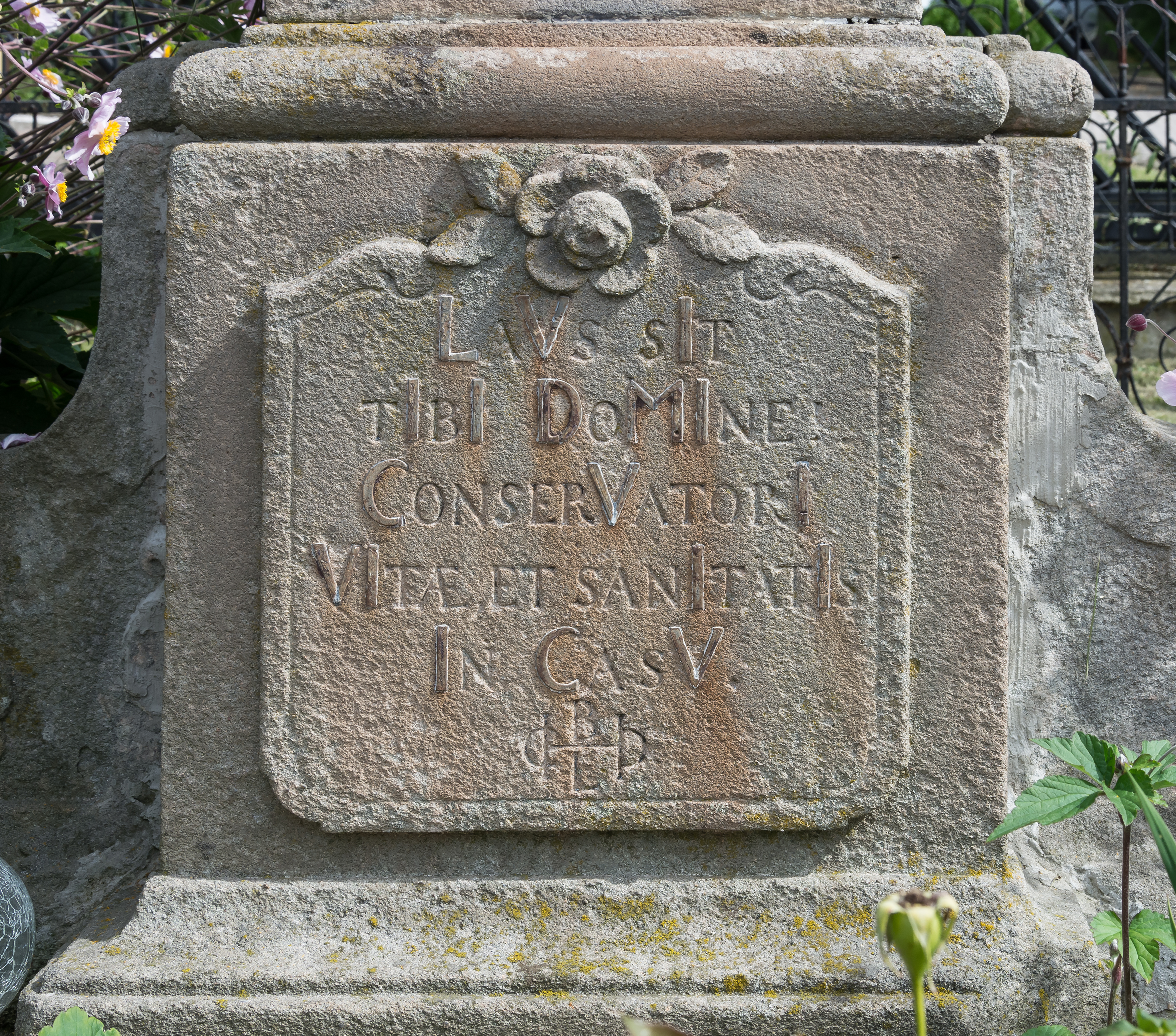
Sentencja łacińska pod różą
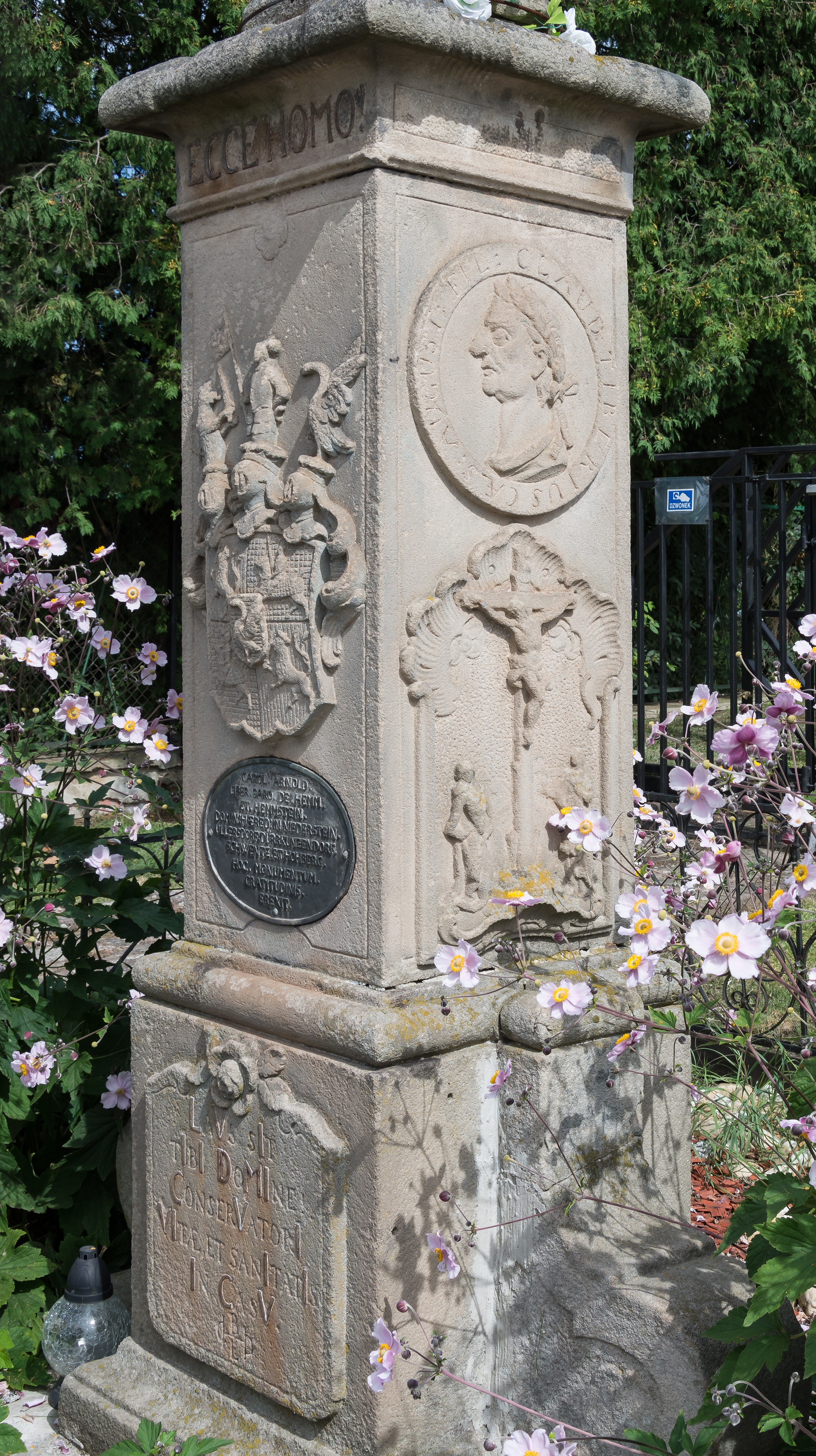
Medalion i ukrzyżowanie
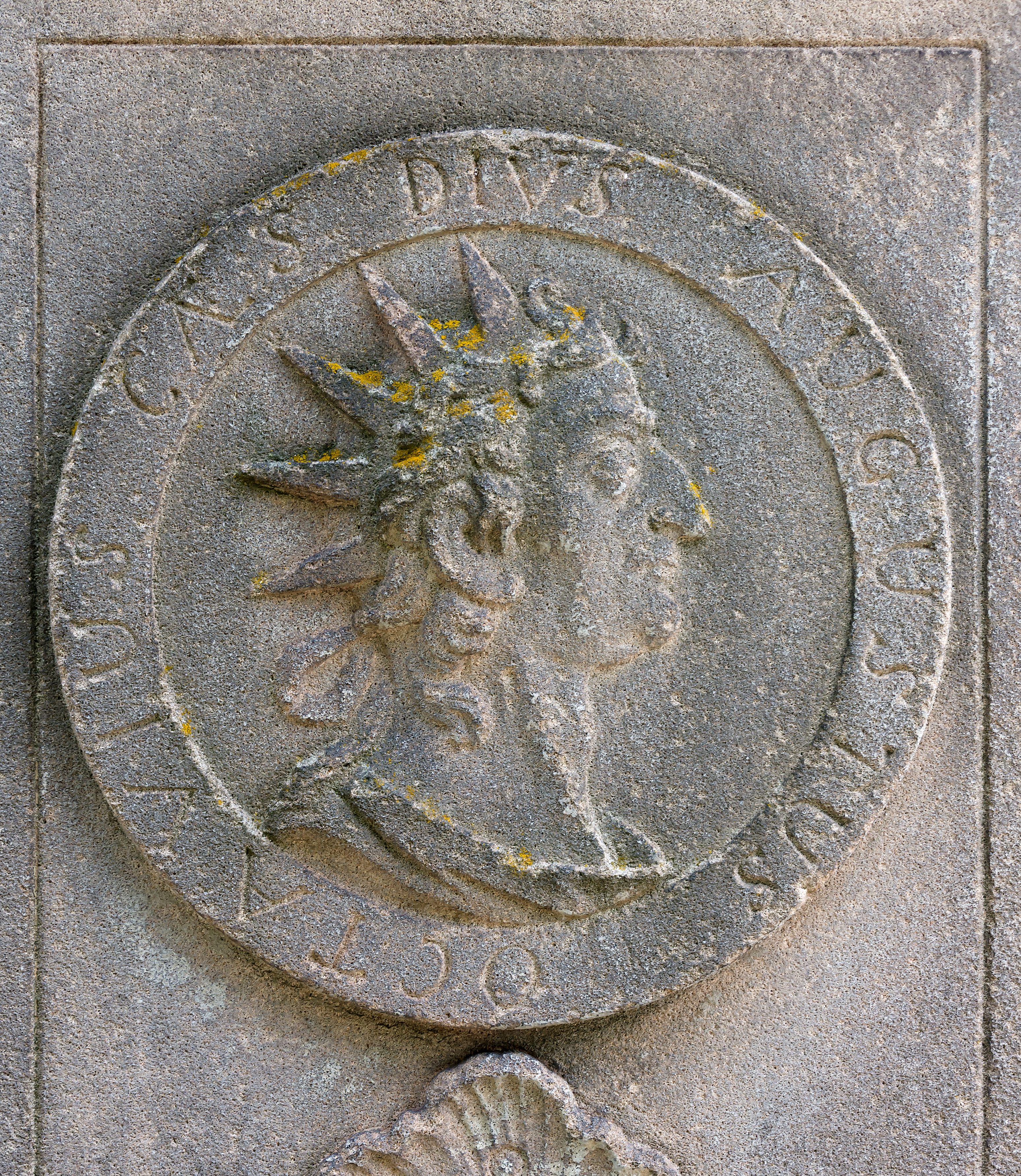
Medalion z cesarzem Augustem
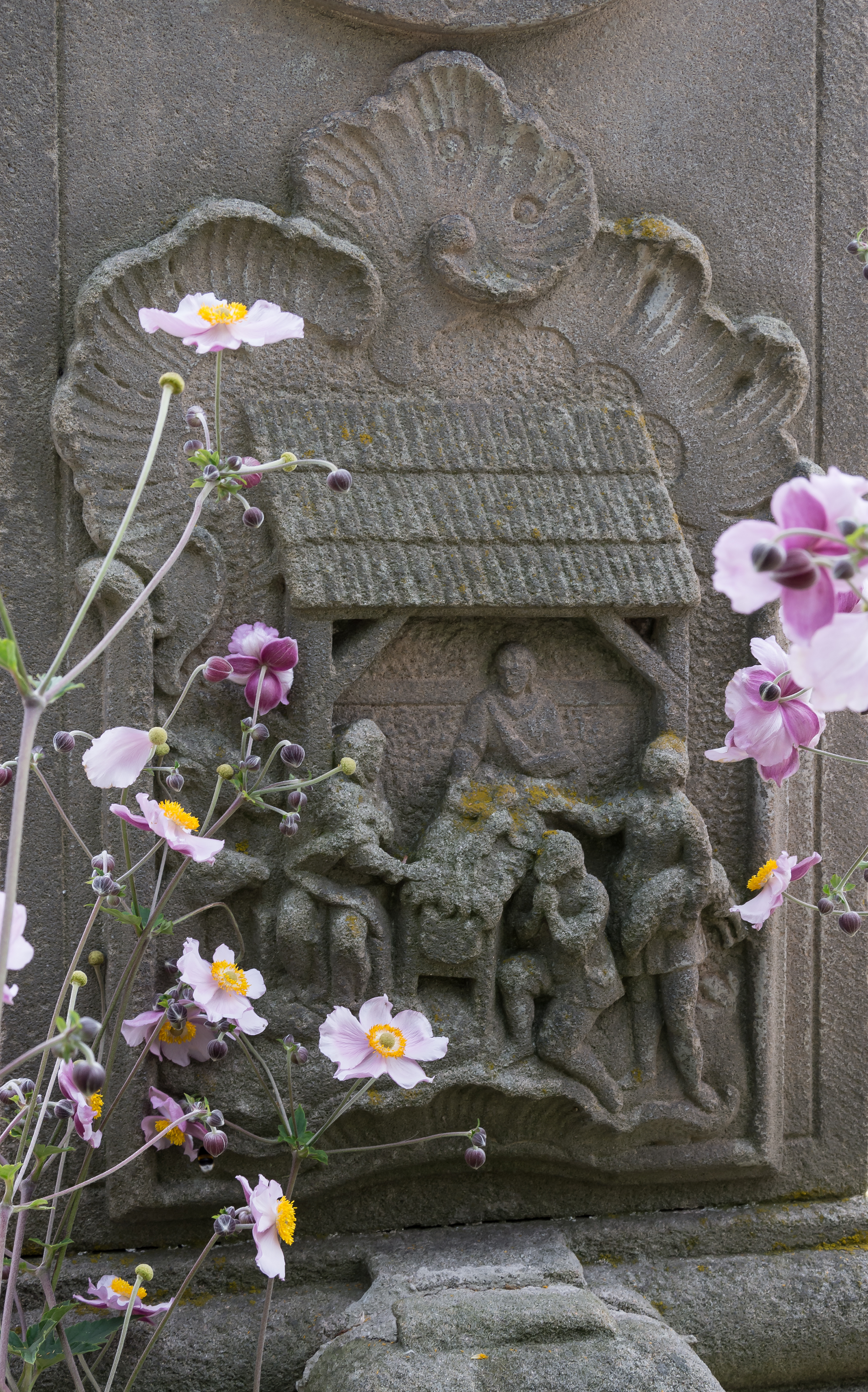
Płaskorzeźba z Bożym Narodzeniem
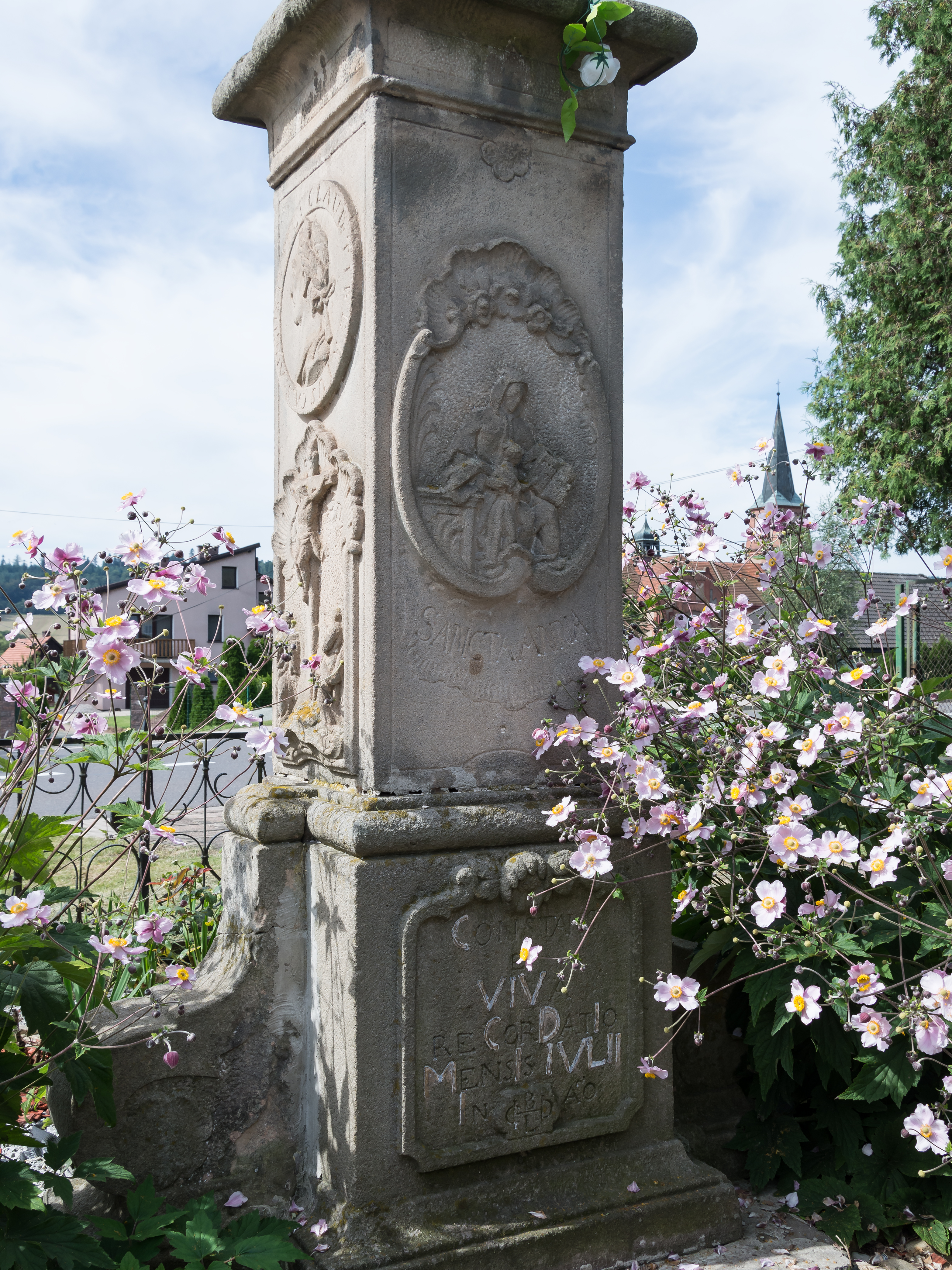
Płaskorzeźba ze św. Anną